# Ouillon
Pour les articles homonymes, voir Ouillon (homonymie).
Ouillon (en béarnais Aulhon ou Aulhoun) est une commune française située dans le département des Pyrénées-Atlantiques, en région Nouvelle-Aquitaine.
Le gentilé est Ouillonais.

## Géographie

### Localisation
La commune d'Ouillon se trouve dans le département des Pyrénées-Atlantiques, en région Nouvelle-Aquitaine.
Elle se situe à 15 km par la route de Pau, préfecture du département, et à 5,3 km de Morlaàs, bureau centralisateur du canton du Pays de Morlaàs et du Montanérès dont dépend la commune depuis 2015 pour les élections départementales. 
La commune fait en outre partie du bassin de vie de Pau.
Les communes les plus proches sont : 
Andoins (1,8 km), Serres-Morlaàs (2,6 km), Espéchède (3,6 km), Sendets (3,8 km), Morlaàs (3,9 km), Saint-Jammes (4,5 km), Gabaston (4,6 km), Sedzère (4,9 km).
Sur le plan historique et culturel, Ouillon fait partie de la province du Béarn, qui fut également un État et qui présente une unité historique et culturelle à laquelle s’oppose une diversité frappante de paysages au relief tourmenté.

### Communes limitrophes
Les communes limitrophes sont Andoins, Espéchède, Gabaston et Morlaàs.
|         | Gabaston |           |
| Morlaàs | Ouillon  | Espéchède |
|         | Andoins  |           |

### Hydrographie

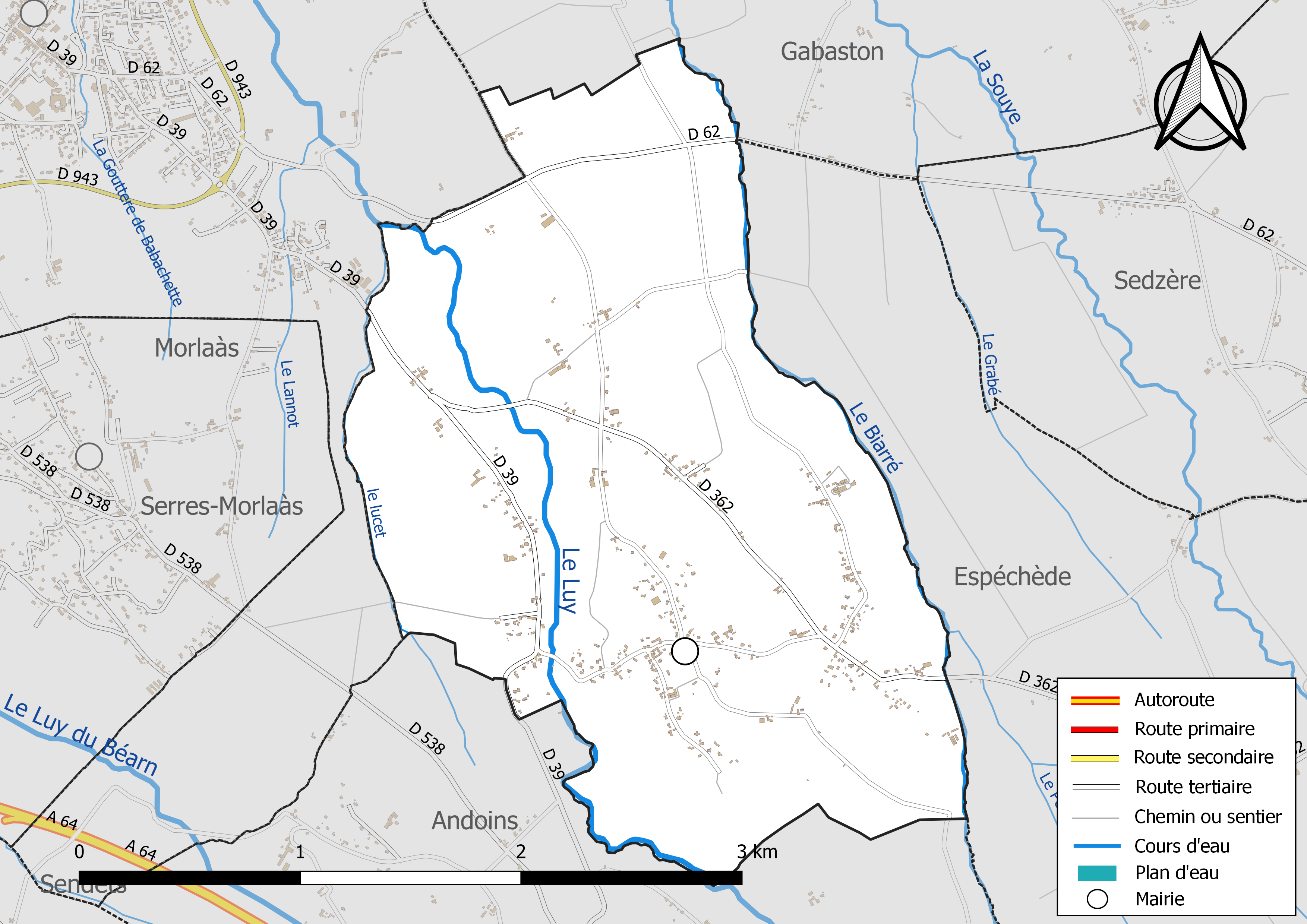
Réseaux hydrographique et routier d'Ouillon.

La commune est drainée par le Luy, le Biarré, le Lelusset et par un petit cours d'eau, constituant un réseau hydrographique de 6 km de longueur totale,.
Le Luy, d'une longueur totale de 154,5 km, prend sa source dans la commune d'Espoey et s'écoule d'est en ouest. Il traverse la commune et se jette dans l'Adour à Rivière-Saas-et-Gourby, après avoir traversé 65 communes.
Le Biarré, d'une longueur totale de 10,9 km, prend sa source dans la commune de Limendous et s'écoule du sud-est vers le nord-ouest. Il traverse la commune et se jette dans la Souye à Gabaston, après avoir traversé 6 communes.

### Climat
Pour des articles plus généraux, voir Climat de la Nouvelle-Aquitaine et Climat des Pyrénées-Atlantiques.
Historiquement, la commune est exposée à un climat de montagne.  
En 2020, Météo-France publie une typologie des climats de la France métropolitaine dans laquelle la commune est toujours exposée à un climat de montagne et est dans la région climatique Pyrénées atlantiques, caractérisée par une pluviométrie élevée (>1 200 mm/an) en toutes saisons, des hivers très doux (7,5 °C en plaine) et des vents faibles.
Pour la période 1971-2000, la température annuelle moyenne est de 12,4 °C, avec une amplitude thermique annuelle de 14,1 °C. Le cumul annuel moyen de précipitations est de 1 176 mm, avec 11,1 jours de précipitations en janvier et 7,6 jours en juillet. Pour la période 1991-2020, la température moyenne annuelle observée sur la station météorologique la plus proche, située sur la commune de Bénéjacq à 14 km à vol d'oiseau, est de 13,4 °C et le cumul annuel moyen de précipitations est de 1 244,1 mm,. Pour l'avenir, les paramètres climatiques de la commune estimés pour 2050 selon différents scénarios d’émission de gaz à effet de serre sont consultables sur un site dédié publié par Météo-France en novembre 2022.

### Milieux naturels et biodiversité
Aucun espace naturel présentant un intérêt patrimonial n'est recensé sur la commune dans l'inventaire national du patrimoine naturel,,.

## Urbanisme

### Typologie
Au 1er janvier 2024, Ouillon est catégorisée commune rurale à habitat dispersé, selon la nouvelle grille communale de densité à sept niveaux définie par l'Insee en 2022.
Elle est située hors unité urbaine. Par ailleurs la commune fait partie de l'aire d'attraction de Pau, dont elle est une commune de la couronne,. Cette aire, qui regroupe 227 communes, est catégorisée dans les aires de 200 000 à moins de 700 000 habitants,.

### Occupation des sols

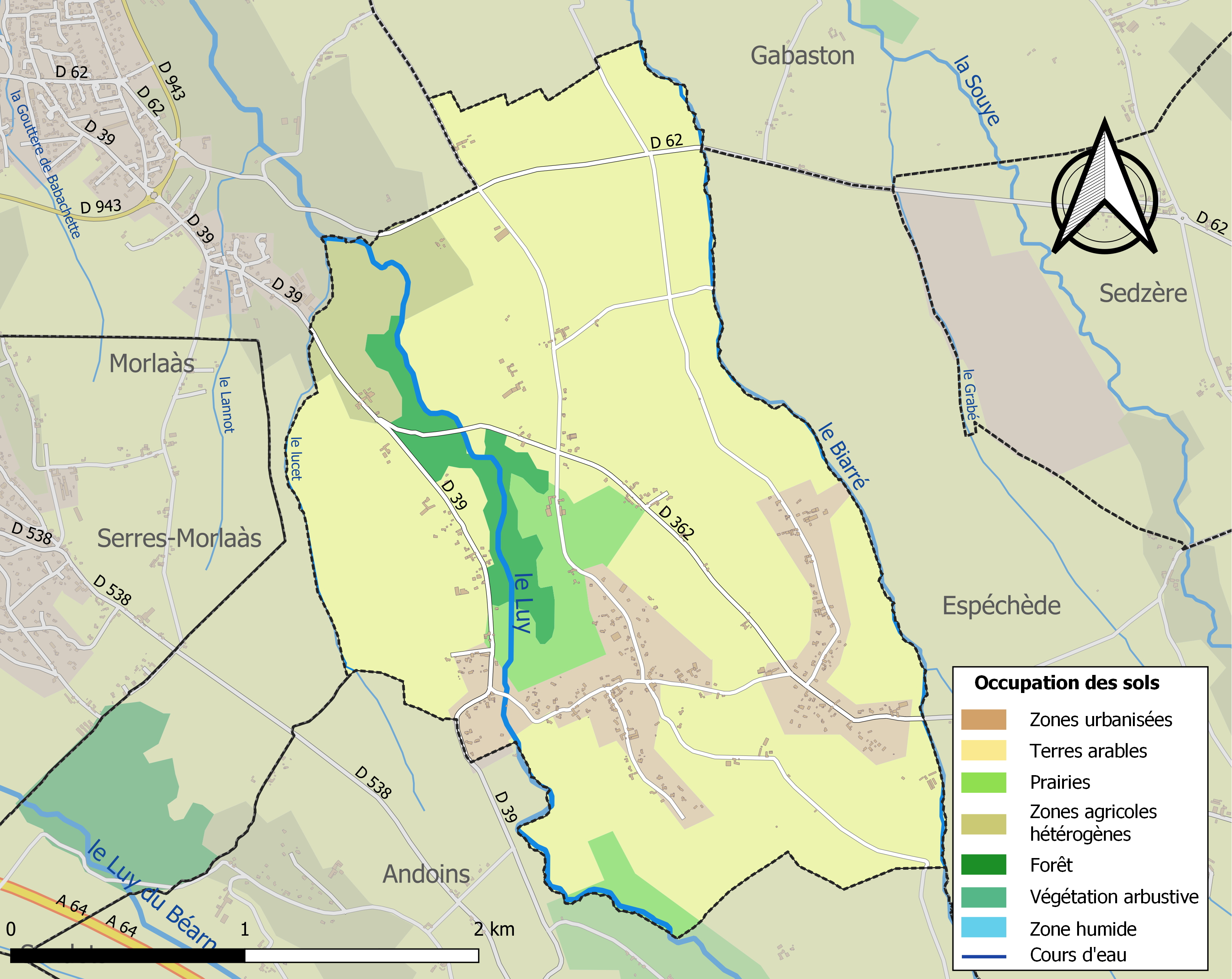
Carte des infrastructures et de l'occupation des sols de la commune en 2018 (CLC).

L'occupation des sols de la commune, telle qu'elle ressort de la base de données européenne d’occupation biophysique des sols Corine Land Cover (CLC), est marquée par l'importance des territoires agricoles (83,9 % en 2018), en diminution par rapport à 1990 (95,9 %). La répartition détaillée en 2018 est la suivante : 
terres arables (73,2 %), zones urbanisées (12 %), prairies (5,8 %), zones agricoles hétérogènes (4,9 %), forêts (4,1 %). L'évolution de l’occupation des sols de la commune et de ses infrastructures peut être observée sur les différentes représentations cartographiques du territoire : la carte de Cassini (XVIIIe siècle), la carte d'état-major (1820-1866) et les cartes ou photos aériennes de l'IGN pour la période actuelle (1950 à aujourd'hui).

### Lieux-dits et hameaux
- Bousquet ;
- Pichs ;
- Cadhore ;
- Village.

### Voies de communication et transports
La commune est desservie par les routes départementales 39, 62 et 362.

### Risques majeurs
Le territoire de la commune d'Ouillon est vulnérable à différents aléas naturels : météorologiques (tempête, orage, neige, grand froid, canicule ou sécheresse), inondations et séisme (sismicité moyenne). Il est également exposé à un risque technologique,  et  le risque industriel. Un site publié par le BRGM permet d'évaluer simplement et rapidement les risques d'un bien localisé soit par son adresse soit par le numéro de sa parcelle.

#### Risques naturels
Certaines parties du territoire communal sont susceptibles d’être affectées par le risque d’inondation par une crue à  débordement lent de cours d'eau, notamment le Luy et le Biarré. La commune a été reconnue en état de catastrophe naturelle au titre des dommages causés par les inondations et coulées de boue survenues en 1982, 1993, 2009 et 2018,.

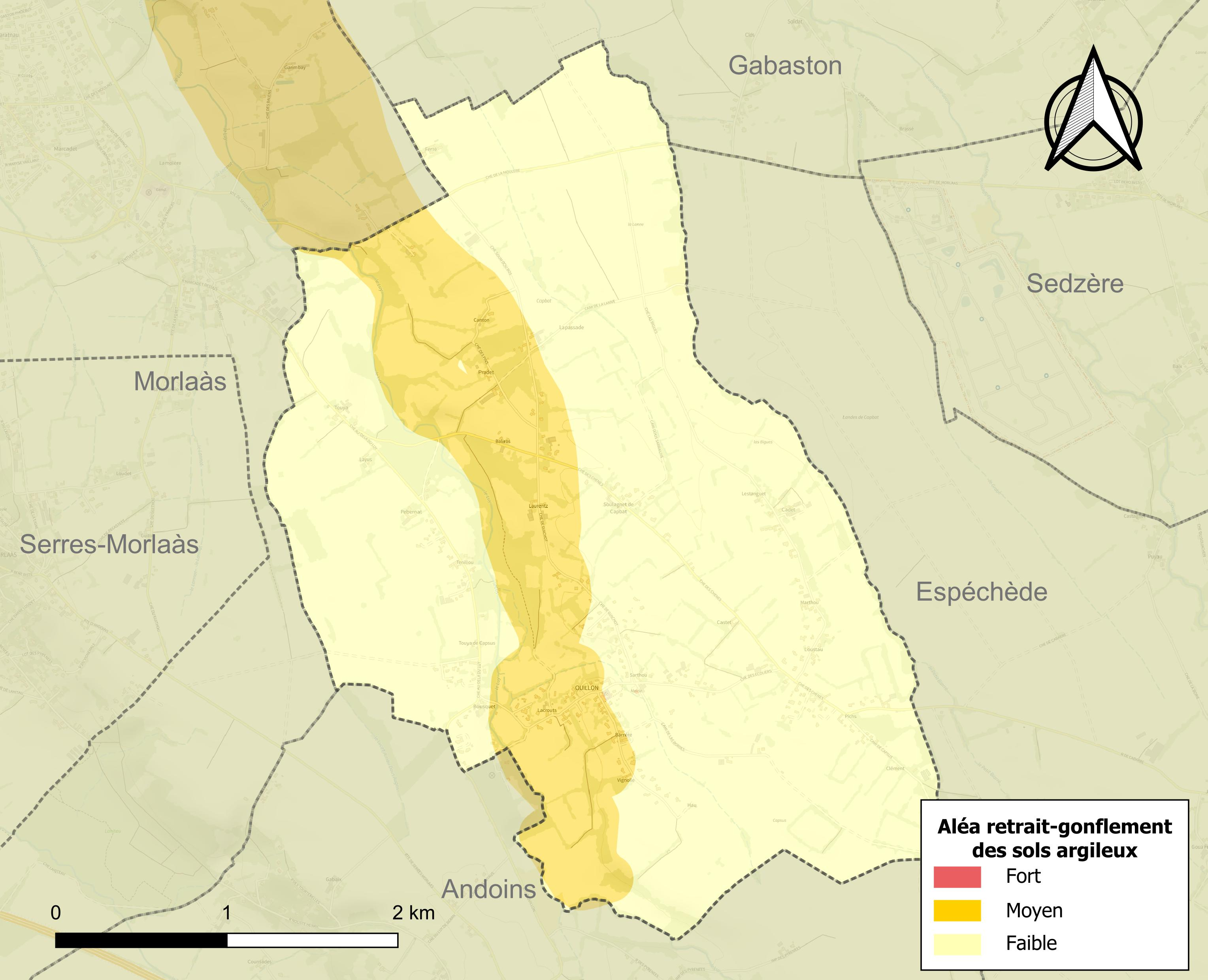
Carte des zones d'aléa retrait-gonflement des sols argileux d'Ouillon.

Le retrait-gonflement des sols argileux est susceptible d'engendrer des dommages importants aux bâtiments en cas d’alternance de périodes de sécheresse et de pluie. 22,3 % de la superficie communale est en aléa moyen ou fort (59 % au niveau départemental et 48,5 % au niveau national). Depuis le 1er octobre 2020, en application de la loi ELAN, différentes contraintes s'imposent aux vendeurs, maîtres d'ouvrages ou constructeurs de biens situés dans une zone classée en aléa moyen ou fort,.

#### Risque technologique
La commune est exposée au risque industriel, car elle est dans le périmètre du plan de prévention des risques technologiques (PPRT) « Sedzère – Espechède – Gabaston - Ouillon » approuvé le 20 décembre 2018, hébergeant des entreprises soumises à la directive européenne SEVESO classées seuil haut,.

## Toponymie
Le toponyme Ouillon apparaît sous les formes Olon (XIe siècle, cartulaire de Morlaàs), Olo (XIIe siècle, d'après Pierre de Marca), Olion et Olhon (respectivement XIVe siècle et 1402, censier de Béarn), Olhoo et Oilhon (respectivement 1535 et 1675, réformation de Béarn).
Son nom béarnais est Aulhon ou Aulhoun.

## Histoire
Paul Raymond note qu'en 1385, Ouillon comptait dix feux et dépendait du bailliage de Pau.  Elle faisait partie de l'archidiaconé de Vic-Bilh, qui dépendait de l'évêché de Lescar et dont Lembeye était le chef-lieu.

### Les Hospitaliers
La commune était un membre de la commanderie de l'ordre de Saint-Jean de Jérusalem de Caubin et Morlaàs.

## Politique et administration
| Période                                  | Période | Identité          | Étiquette | Qualité |
| ---------------------------------------- | ------- | ----------------- | --------- | ------- |
| 1995                                     | 2008    | Jean Sarthou      |           |         |
| 2008                                     | 2009    | Patrick Waldhart  |           |         |
| 2009                                     | 2014    | Véronique Pommiès |           |         |
| Les données manquantes sont à compléter. |         |                   |           |         |

### Intercommunalité
Ouillon fait partie de trois structures intercommunales :
- la communauté de communes du Nord-Est Béarn ;
- le syndicat d’énergie des Pyrénées-Atlantiques ;
- le syndicat mixte d’eau et d’assainissement de la vallée de l’Ousse.

## Population et société

### Démographie
L'évolution du nombre d'habitants est connue à travers les recensements de la population effectués dans la commune depuis 1793. Pour les communes de moins de 10 000 habitants, une enquête de recensement portant sur toute la population est réalisée tous les cinq ans, les populations de référence des années intermédiaires étant quant à elles estimées par interpolation ou extrapolation. Pour la commune, le premier recensement exhaustif entrant dans le cadre du nouveau dispositif a été réalisé en 2004.

En 2022, la commune comptait 552 habitants, en évolution de −1,08 % par rapport à 2016 (Pyrénées-Atlantiques : +3,78 %, France hors Mayotte : +2,11 %).
| 1793 | 1800 | 1806 | 1821 | 1831 | 1836 | 1841 | 1846 | 1851 |
| ---- | ---- | ---- | ---- | ---- | ---- | ---- | ---- | ---- |
| 252  | 253  | 288  | 314  | 363  | 435  | 460  | 450  | 412  |

| 1856 | 1861 | 1866 | 1872 | 1876 | 1881 | 1886 | 1891 | 1896 |
| ---- | ---- | ---- | ---- | ---- | ---- | ---- | ---- | ---- |
| 406  | 422  | 412  | 501  | 406  | 402  | 403  | 421  | 418  |

| 1901 | 1906 | 1911 | 1921 | 1926 | 1931 | 1936 | 1946 | 1954 |
| ---- | ---- | ---- | ---- | ---- | ---- | ---- | ---- | ---- |
| 417  | 422  | 400  | 290  | 303  | 301  | 303  | 260  | 239  |

| 1962 | 1968 | 1975 | 1982 | 1990 | 1999 | 2004 | 2006 | 2009 |
| ---- | ---- | ---- | ---- | ---- | ---- | ---- | ---- | ---- |
| 254  | 250  | 257  | 307  | 309  | 355  | 391  | 398  | 453  |

| 2014 | 2019 | 2022 | - | - | - | - | - | - |
| ---- | ---- | ---- | - | - | - | - | - | - |
| 531  | 539  | 552  | - | - | - | - | - | - |

Ouillon fait partie de l'aire d'attraction de Pau.

## Culture locale et patrimoine

### Patrimoine civil
Ouillon présente un ensemble de maisons et de fermes du XIXe siècle.

### Patrimoine religieux
L'église Saint-Jean-Baptiste fut construite entre 1848 et 1873. Elle recèle du mobilier, des cloches, des tableaux, une statue et des objets inscrits à l'inventaire général du patrimoine culturel.

## Équipements
Équipements éducatifs
Ouillon dispose d'une bibliothèque, ainsi que d'une école.
Sports et équipements sportifs
- L'étoile sportive d'Ouillon accueille les volleyeurs en championnat UFOLEP, et les gymnastes.
- Le « quillou » est un espace réservé à la pratique de la quille de neuf.